# Filmes de 1953 da Allied Artists Pictures

## Filmes do ano
| Título Original          | Título no Brasil               | Estrelado por        | Dirigido por            | Gênero     |
| ------------------------ | ------------------------------ | -------------------- | ----------------------- | ---------- |
| Affair in Monte Carlo    | 24 Horas na Vida de Uma Mulher | Merle Oberon         | Victor Saville          | Drama      |
| Border City Rustlers     |                                | Guy Madison          | Frank McDonald          | Faroeste   |
| Clipped Wings            | Anjos Aéreos                   | Leo Gorcey           | Edward Bernds           | Comédia    |
| Cow Country              | Chicote da Vingança            | Edmond O'Brien       | Lesley Selander         | Faroeste   |
| Fangs of the Artic       | Floresta Misteriosa            | Kirby Grant          | Rex Bailey              | Faroeste   |
| Father's Doing Fine      |                                | Richard Attenborough | Henry Cass              | Comédia    |
| Fighter Attack           | Diabos do Céu                  | Sterling Hayden      | Lesley Selander         | Guerra     |
| The Fighting Lawman      | Missão Bem Cumprida            | Wayne Morris         | Thomas Carr             | Faroeste   |
| Fort Vengeance           | Código de Guerreiro            | James Craig          | Lesley Selander         | Faroeste   |
| The Homesteaders         | O Sabor do Ódio                | Wild Bill Elliott    | Lewis D. Collins        | Faroeste   |
| Hot News                 | Malandros da Marmelada         | Stanley Clements     | Edward Bernds           | Comédia    |
| Jack Slade               | Sua Lei É Matar                | Mark Stevens         | Harold Schuster         | Faroeste   |
| Jalopy                   | Corrida às Avessas             | Leo Gorcey           | William Beaudine        | Comédia    |
| Jennifer                 | A Sombra                       | Ida Lupino           | Joel Newton             | Policial   |
| Kansas Pacific           | Abrindo Horizontes             | Sterling Hayden      | Ray Nazarro             | Faroeste   |
| Landfall                 |                                | Michael Denison      | Ken Annakin             | Guerra     |
| Loose in London          | O Fidalgo da Favela            | Leo Gorcey           | Edward Bernds           | Comédia    |
| The Marksman             | Alvo Humano                    | Wayne Morris         | Lewis D. Collins        | Faroeste   |
| The Maze                 | O Terror da Torre              | Richard Carlson      | William Cameron Menzies | Terror     |
| Mexican Manhunt          | Perseguição Movimentada        | George Brent         | Rex Bailey              | Policial   |
| Mr. Potts Goes to Moscow | Era Uma Vez Um Espião          | George Cole          | Mario Zampi             | Comédia    |
| Murder Without Tears     |                                | Craig Stevens        | William Beaudine        | Policial   |
| Northern Patrol          | A Pista do Enforcado           | Kirby Grant          | Rex Bailey              | Faroeste   |
| Private Eyes             | Sherlock de Meia Tigela        | Leo Gorcey           | Edward Bernds           | Comédia    |
| Rebel City               | Cidade Rebelde                 | Wild Bill Elliott    | Thomas Carr             | Faroeste   |
| Roar of the Crowd        |                                | Howard Duff          | William Beaudine        | Ação       |
| Royal African Rifles     | Tormenta Sobre a África        | Louis Hayward        | Lesley Selander         | Aventura   |
| Safari Drums             | Tambores Selvagens             | Johnny Sheffield     | Ford Beebe              | Aventura   |
| Secret of Outlaw Flats   |                                | Guy Madison          | Frank McDonald          | Faroeste   |
| Six-Gun Decision         |                                | Guy Madison          | Frank McDonald          | Faroeste   |
| Son of Belle Starr       | Destino Implacável             | Keith Larsen         | Frank McDonald          | Faroeste   |
| Star of Texas            | Enredo Sinistro                | Wayne Morris         | Frank McDonald          | Faroeste   |
| Tangier Incident         | Mistérios do Tânger            | George Brent         | Lew Landers             | Espionagem |
| Texas Bad Man            | Texano Temerário               | Wayne Morris         | Lewis D. Collins        | Faroeste   |
| Topeka                   | O Preço da Redenção            | Wild Bill Elliott    | Thomas Carr             | Faroeste   |
| Torpedo Alley            | O Último Mergulho              | Mark Stevens         | Lew Landers             | Guerra     |
| The Trail Blazers        |                                | Alan Hale Jr.        | Wesley E. Barry         | Ação       |
| Two-Gun Marshal          |                                | Guy Madison          | Frank McDonald          | Faroeste   |
| Vigilante Terror         | Ronda do Terror                | Wild Bill Elliott    | Lewis D. Collins        | Faroeste   |
| White Lightning          | O Raio Branco                  | Stanley Clements     | Edward Bernds           | Esporte    |
| The Yellow Balloon       | Deus Proteja os Nossos Filhos  | Andrew Ray           | J. Lee Thompson         | Policial   |